# Palicourea semirasa
Palicourea semirasa är en måreväxtart som beskrevs av Paul Carpenter Standley. Palicourea semirasa ingår i släktet Palicourea och familjen måreväxter. Inga underarter finns listade i Catalogue of Life.